# 西大海道
西大海道（にしおおがいどう）は、愛知県一宮市の地名。

## 地理

### 交通
- 愛知県道153号浅井清須線
- 愛知県道193号大垣江南線

### 施設
- 一宮市立西成中学校
- 一宮市立西成小学校
- 金底ちびっ子広場
- いちい信用金庫西成支店
- 西大海道公民館
- 神明社
- 新田前ちびっ子広場
- 一宮西成郵便局
- 宅美神社
- 西大海道公園
- 一宮市立西成保育園
- JA愛知西西成支店

## 歴史

### 人口の変遷
国勢調査による人口および世帯数の推移。
| 2005年（平成17年） | 773世帯 2458人 |  |
| 2010年（平成22年） | 802世帯 2461人 |  |
| 2015年（平成27年） | 839世帯 2438人 |  |
| 2020年（令和2年）  | 831世帯 2269人 |  |

### WEB
1. 1 2  総務省統計局 (2022年2月10日). “令和2年国勢調査の調査結果(e-Stat) - 男女別人口，外国人人口及び世帯数－町丁・字等” (CSV). 2023年8月2日閲覧。
2. ↑  “愛知県一宮市の町丁・字一覧”.   人口統計ラボ. 2024年4月20日閲覧。
3. ↑  “読み仮名データの促音・拗音を小書きで表記するもの(zip形式) 愛知県” (zip).   日本郵便 (2024年2月29日). 2024年3月26日閲覧。
4. ↑  “市外局番の一覧” (PDF).   総務省 (2022年3月1日). 2022年3月22日閲覧。
5. ↑  “ナンバープレートについて”.   一般社団法人愛知県自動車会議所. 2024年1月21日閲覧。
6. ↑  総務省統計局 (2014年6月27日). “平成17年国勢調査の調査結果(e-Stat) - 男女別人口及び世帯数 －町丁・字等” (CSV). 2021年7月21日閲覧。
7. ↑  総務省統計局 (2012年1月20日). “平成22年国勢調査の調査結果(e-Stat) - 男女別人口及び世帯数 －町丁・字等” (CSV). 2021年7月21日閲覧。
8. ↑  総務省統計局 (2017年1月27日). “平成27年国勢調査の調査結果(e-Stat) - 男女別人口及び世帯数 －町丁・字等” (CSV). 2021年7月21日閲覧。